# Не говори нічого
Не говори нічого (англ. Don't Tell Everything) — американська мелодрама Сема Вуда 1921 року.

## У ролях
- Воллес Рід — Каллен Дейл
- Глорія Суонсон — Меріен Вестовер
- Елліотт Декстер — Харві Гілрой
- Дороті Каммінг — Джессіка Ремсі
- Женевєва Блінн — місіс Морган
- Кейті Стівенс — племінниця Каллена
- Чарльз Де Брік —  Морган Твін
- Реймонд Де Брік — Морган Твін